# Aero Contractors (Нигерия)
Aero Contractors Company of Nigeria Limited, действующая как Aero Contractors, — нигерийская авиакомпания со штаб-квартирой в городе Икеджа (штат Лагос), работающая в сфере регулярных и чартерных авиаперевозок на внутренних маршрутах страны и за её пределами.

## История
Авиакомпания Aero Contractors была образована в 1959 году, а в следующем году получила официальную регистрацию в Нигерии. На первоначальном этапе компания полностью принадлежала нидерландскому авиаперевозчику Schreiner Airways B.V.. В 1973 году 40% собственности Aero Contractors было реализовано нигерийскому инвестиционному холдингу, в 1976 году эта доля увеличилась до 60%. В январе 2004 года Schreiner Airways приобретена канадской вертолётной компанией Canadian Helicopter Corporation (CHC), в распоряжение которой были переданы оставшиеся 40% собственности нигерийской авиакомпании в то время, как 60% оставались во владении семьи Ибру. С 2010 года Aero Contractors полностью принадлежит семейному бизнесу Ибру.
В состав Aero Contractors входят два дочерних подразделения:
- Fixed Wing — регулярные пассажирские перевозки между аэропортами Нигерии и в западной Африке;
- Rotary Wing — вертолётные перевозки по объектам газо- и нефтедобывающей промышленности страны[4].

## Маршрутная сеть

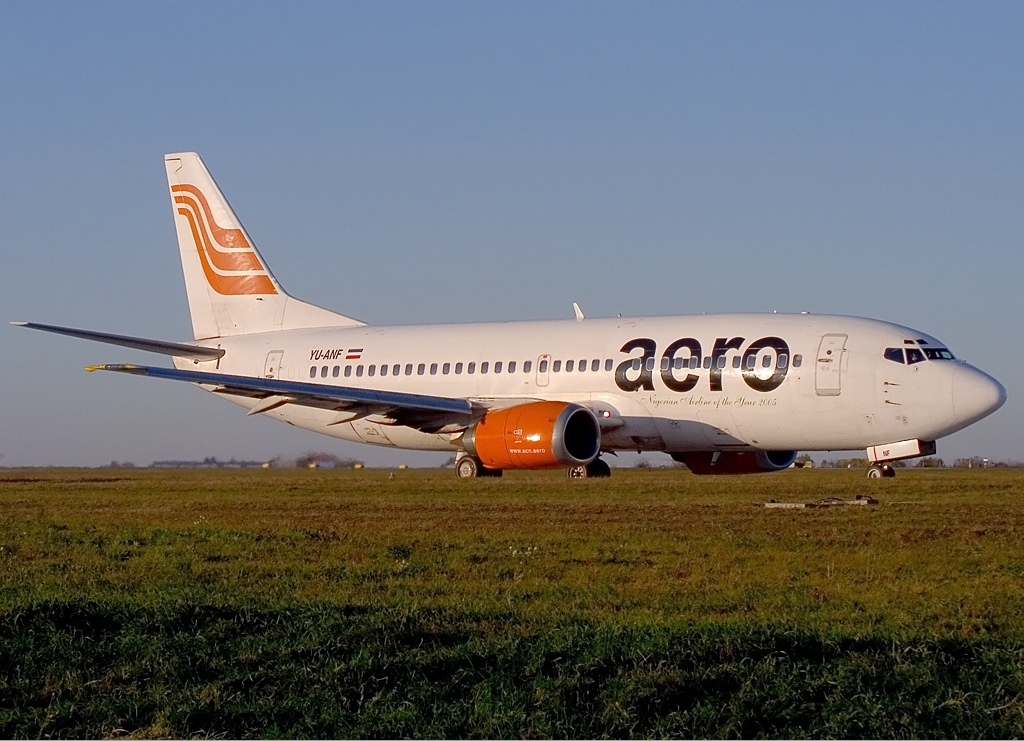
Руление на взлёт Boeing 737—300 авиакомпании Aero Contractors в международном аэропорту Белграда имени Николы Теслы

Маршрутная сеть регулярных перевозок авиакомпании Aero Contractors охватывает следующие пункты назначения:
- Гана
  - Аккра — международный аэропорт Котока
- Нигерия
  - Абуджа — международный аэропорт имени Ннамди Азикиве
  - Бенин-Сити — аэропорт Бенин
  - Калабар — международный аэропорт имени Маргарет Экпо
  - Кано — аэропорт имени Амину Кано
  - Энугу — международный аэропорт имени Акану Ибиама
  - Лагос — международный аэропорт имени Мурталы Мохаммеда хаб
  - Оверри — аэропорт имени Сэма Мбакве
  - Порт-Харкорт
    - авиабаза Порт-Харкорт
    - международный аэропорт Порт-Харкорт

  - Уйо — аэропорт имени Аква Ибома
  - Варри — аэропорт Осуби

## Флот
В феврале 2012 года воздушный флот авиакомпании Aero Contractors составляли следующие самолёты:
- 3 Boeing 737—400
- 6 Boeing 737—500
- 2 Bombardier Dash 8 Q300